# A. H. Weiler
Abraham H. Weiler (* 10. Dezember 1908 in Russland; † 22. Januar 2002 in Astoria, New York City) war ein US-amerikanischer Filmkritiker und Journalist.

## Leben
A. H. Weiler wurde als Sohn einer jüdischen Familie in Russland geboren, die nur kurze Zeit später nach New York City auswanderte. Er wuchs an der Lower East Side auf. Ursprünglich wollte Weiler Medizin studieren, entschied sich aber für ein Studium am City College of New York. Er fand einen Job als Archivar bei der renommierten New York Times, bei der er später in der Kulturredaktion hauptsächlich als Filmkritiker und mit einer Kolumne am Sonntag sein Renommee so weit ausbauen konnte, um schließlich auch eine Amtszeit als Präsident der New York Film Critics Association zu dienen.
Zu Ehren seines Freundes Weilers und dessen verhinderter Wunsch Arzt zu werden, benannte der Schriftsteller Richard Condon eine Figur, die in vielen seiner Romane auftrat, Dr. Weiler.
Am 22. Januar 2002 verstarb der verwitwete Weiler im Alter von 93 Jahren in seinem Zuhause im New Yorker Stadtteil Queens. Er hinterließ eine Tochter.
Weiler wird das Bonmot Nothing is impossible for the man who does not have to do it himself (Für den Mann, der es nicht selbst tun muss, ist nichts unmöglich) zugeschrieben.